# Gerrardina
Gerrardina je jediný rod čeledi Gerrardinaceae vyšších dvouděložných rostlin z řádu Huerteales. Jsou to keře a stromy se střídavými jednoduchými listy a pětičetnými květy. Vyskytují se v počtu 2 druhů v jižní Africe.

## Popis
Zástupci rodu Gerrardina jsou nevelké stromy a šplhavé keře se střídavými jednoduchými listy s palisty. Čepel listů je na okraji pilovitá, ze zpeřenou žilnatinou.
Květy jsou pětičetné, s češulí, v několikakvětých úžlabních vrcholících připomínajících hrozen. Kališní i korunní lístky jsou volné. Tyčinek je 5, jsou posazené naproti korunním lístkům, volné. Semeník je svrchní až polospodní (krátce zanořený do češule), srostlý ze 2 plodolistů, s jedinou komůrkou a 1 čnělkou s hlavatou bliznou. Plodem je bobule.

## Rozšíření
Rod Gerrardina zahrnuje pouze 2 druhy. Vyskytuje se roztroušeně v celkem nevelkých a izolovaných oblastech v jižní Africe.

## Taxonomie
Rod byl v minulosti řazen do čeledi Flacourtiaceae a vlastní čeleď Gerrardinaceae byla publikována až v roce 2006. V systémech APG I a APG II tato čeleď nefiguruje. Rod Gerrardina je v systému APG II veden jako součást čeledi vrbovité (Salicaceae), do níž byla převedena většina rodů ze zaniklé čeledi Flacourtiaceae. Čeleď Gerrardinaceae se objevuje až v systému APG III z roku 2009, a to ve zcela novém řádu Huerteales.